# Kepler-66b
Kepler-66b es un planeta que orbita a la estrella Kepler-66. Fue descubierto por el método de tránsito astronómico en el año 2014. Kepler-66b está orbitando una estrella similar al Sol de mil millones de años de edad, en el cúmulo abierto NGC6811. Esto demuestra que los planetas pequeños pueden formarse y sobrevivir en un entorno de cúmulo estelar denso. La frecuencia de planetas alrededor de estrellas en cúmulos  y de estrellas solitarias en la Vía Láctea es aproximadamente la misma.